# Tristão Ferreira da Cunha
Tristão Ferreira da Cunha (Teófilo Otoni, 27 de julho de 1890 — Rio de Janeiro, 2 de janeiro de 1974) foi um político, advogado e professor brasileiro.  Era filho de Benjamim Ferreira da Cunha, professor, e de Ana Esteves Lima. Ligado também às famílias Versiani e Matta Machado por seu casamento com Júlia da Matta Machado Versiani.
Tristão da Cunha fez o curso secundário no Colégio Alfredo Gomes e se formou em Ciências Jurídicas e Sociais pela Faculdade Nacional de Direito, no Rio de Janeiro, em 1916. Concluídos os estudos, voltou a Teófilo Otoni, onde atuou como advogado e promotor público, iniciando-se na carreira política como vereador.
Em 1934, foi eleito deputado estadual constituinte pelo Partido Republicano Mineiro, mas teve seu mandato interrompido pela instauração do regime do Estado Novo, que, sob o comando de Getúlio Vargas, suprimiu todos os órgãos legislativos do País e extinguiu a federação.
Em artigo sobre a presença de Tristão da Cunha na Assembleia Constituinte mineira, Paulo Pinheiro Chagas escreveu: “A Segunda Assembleia de Minas Gerais reunida no ano de 1935, emerge do ementário histórico como uma grande data da inteligência. Nela avultavam nomes da estatura de Afrânio de Melo Franco, Bilac Pinto, José Bonifácio de Andrada e tantos outros. Dentre os integrantes da bancada oposicionista eleita pelo antigo PRM, fulgia como estrela de primeira grandeza Tristão da Cunha. Esse homem magro, nervoso, extrovertido, sarcástico, era uma grande valor humano. Dono de sólida cultura, tinha uma inteligência aguda. Era, sem favor, uma das principais figuras da Constituinte. Falava quase que diariamente, sendo aplaudido até pelos adversários, que lhe respeitavam a sabedoria e fidelidade aos princípios”.

## Manifesto dos mineiros
Em 1943, Tristão da Cunha foi um dos signatários do Manifesto dos Mineiros, documento que circulou como carta aberta à população brasileira, pedindo a restauração da democracia e o fim do Estado Novo. Assinado por 92 personalidades liberais de Minas Gerais, o Manifesto dos Mineiros foi publicado em 24 de outubro de 1943, data do aniversário da vitória da Revolução de 30.
O documento provocou forte reação de Getúlio Vargas, que determinou toda sorte de retaliações contra seus signatários. Tristão da Cunha, à época, foi exonerado de sua cátedra de alemão do Colégio Pedro II, na qual ingressara por concurso público. Esteve detido em prisão domiciliar.

Sobre esta fase, Tancredo Neves declarou: 
| “ | Ele fez oposição num dos períodos de maior opressão da nossa história, o que antecedeu a implantação do Estado Novo, e durante sua vigência. Revelou, nesta fase heroica de sua vida, sua coragem pessoal, feita de serena altivez, sem bravatas e sem demagogia, não fugia dos riscos nem temia os poderosos. Conheceu, pelo desassombro de suas atitudes, as hostilidades do arbítrio e as perseguições odientas da prepotência. Mas a tudo resistiu. | ” |
|   | — Tancredo Neves. |   |

## Parlamentar
Ao término da ditadura Vargas, em 1945, Tristão da Cunha foi secretário de Educação e Saúde no governo Júlio de Carvalho e se elegeu deputado federal no ano seguinte.
Seguiram-se outros três mandatos consecutivos como deputado federal, tendo sido reeleito em 1950, 1954 e 1958. Nesse período, Tristão da Cunha se licenciou da atividade parlamentar para atuar como secretário de Agricultura, Indústria, Comércio e Trabalho no governo de Juscelino Kubitschek, e como secretário de Estado das Finanças nos governos de Clóvis Salgado e Bias Fortes.
No Congresso Nacional, Tristão da Cunha se debruçou sobre os problemas econômicos e financeiros do País. Defendeu o ideário liberal e representou, particularmente, os interesses dos lavradores, das pequenas indústrias e de sua região natal.
Em 31 de janeiro de 1963, ele concluiu seu último mandato, quando seu filho Aécio Cunha foi eleito.

## Ditadura Militar
Em 1964, na Ditadura Militar, Tristão da Cunha foi nomeado pelo Marechal Humberto de Alencar Castelo Branco para o Conselho Administrativo de Defesa Econômica (Cade), do qual foi presidente até seu falecimento, em 2 de janeiro de 1974.